# Nepenthes tobaica
Nepenthes tobaica Danser, 1928 è una pianta carnivora della famiglia Nepenthaceae, endemica di Sumatra, dove cresce a 380–1800 m.

## Conservazione
La Lista rossa IUCN classifica Nepenthes tobaica come specie a rischio minimo (Least Concern).